# Dorfkapelle Philippsthal

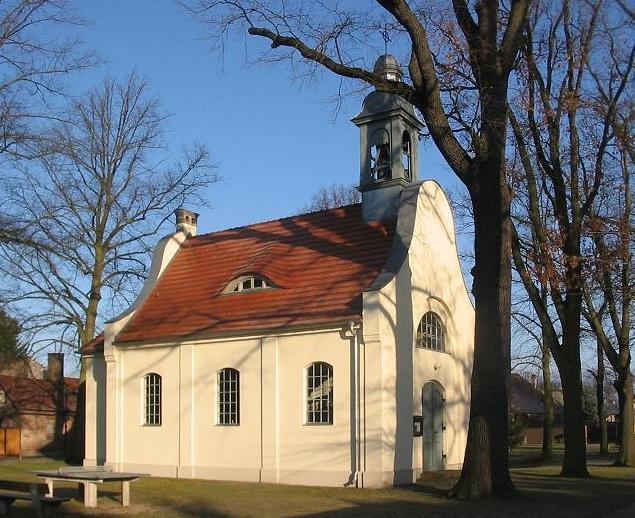
Kapelle im Jahr 2008

Die Dorfkapelle Philippsthal ist eine Kirche im Dorf Philippsthal. Die Kirche ist in der Denkmalliste der Gemeinde Nuthetal eingetragen.

## Geschichte
Eine Kirche war dem Dorf Philippsthal bereits bei Gründung 1754 versprochen worden. Der Bau wurde aber auf Grund der nicht vorhandenen finanziellen Mittel über 150 Jahre lang nicht verwirklicht.

### Bau
Die Gemeindevertretung des kleinen Ortes beschloss endlich am 23. November 1899 den Bau einer Dorfkapelle. Mit der Ausführung des Baus wurde der Zimmerermeister Wilhelm Kuhlmey aus Gütergotz beauftragt. Im Juni 1904 konnte das Richtfest gefeiert werden. Anschließend wurde durch Wilhelm Kuhlmey, der der Gemeinde die Empore schenkte, der Innenausbau begonnen. Die Beschaffung der Glocken übernahm der Potsdamer Professor Laske, von dem auch die Entwürfe für den Innenausbau stammten. Durch die Kaiserin Auguste Viktoria wurden am 31. März 1905 ein Kruzifix, zwei Leuchter und eine Bibel zugesteuert. Der Altarleuchter und die Bibel tragen das persönliche Signum der Kaiserin. Die Gesamtkosten für den Bau beliefen sich auf 8652,07 Reichsmark, wovon die kaiserliche Familie etwa 4000 Reichsmark übernahm.
In der rechten Deckenwölbung waren fünf Engelsköpfe gemalt, die mit Margeriten und Gänseblümchen umkränzt waren. Durch spätere Bauarbeiten gingen zwei Motive unwiederbringlich verloren. Die Motive der linken Seite sind noch nicht wieder vollständig zu sehen, so dass noch nicht festgestellt werden konnte, was hier erhalten geblieben ist. Über beiden Motivbändern lag früher ein Wolkenkranz. Zudem sind quer zum Kirchenschiff Motivbögen gemalt, die den Eindruck hervorrufen sollten, dass die Decke mit Stuckornamenten verziert ist. Drumherum war ein Sternenhimmel.

### Restaurierung

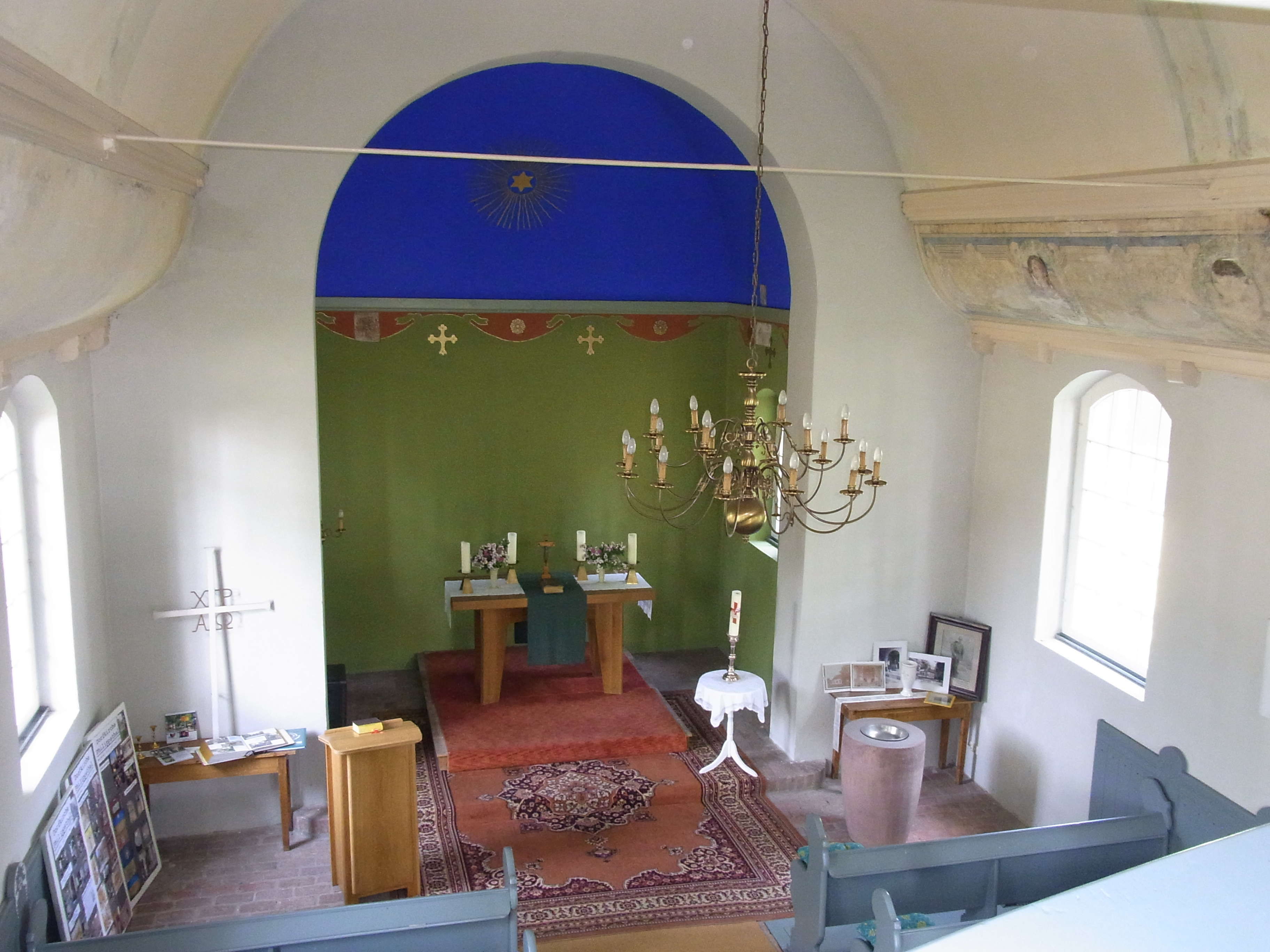
Kirche Philippsthal Innenansicht nach der Restaurierung, 2012

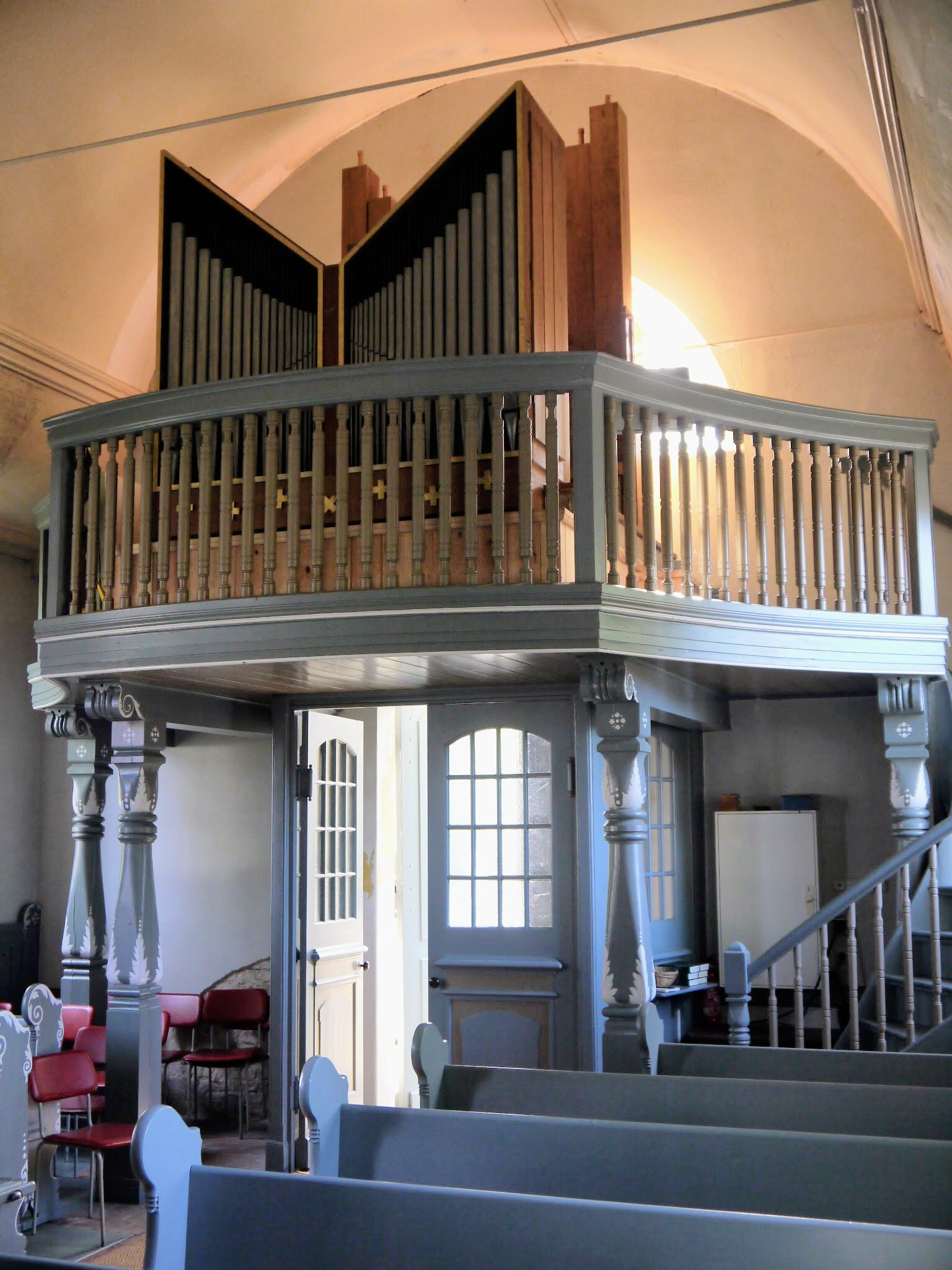
Blick zur Orgel (2017)

Im Sommer 1946 war der Bauzustand der Dorfkapelle katastrophal. Das Dach war praktisch vollständig abgedeckt, und die Fenster waren zerbrochen. Wind und Feuchtigkeit konnten so in den Innenraum fast ungehindert eindringen. Entsprechend war von der in den Farben des Jugendstils gehaltenen Innenbemalung kaum noch etwas erkennbar, und das einstmals recht gute Pedalharmonium war nicht mehr zu reparieren.
Erst ab 1960 erfolgte eine große Renovierung. Das Dach wurde neu gedeckt, alle Fenster wurden wieder verglast, der Ofen durch eine Infrarotheizung ersetzt und die elektrische Beleuchtung installiert. Nach Vorschlägen des Kirchenbaurates Wendland aus Potsdam erfolgte eine neue malerische Innengestaltung. Im Zuge dessen wurde der Kanzelaltar entfernt und die vormalige Taufe durch einen roten Sandsteinblock ersetzt. Ein Altartisch und eine neue Kanzel wurden nach Plänen von Baurat Wendland durch einen Potsdamer Tischlermeister angefertigt, und die Kirche bekam ein neues schmiedeeisernes Wandkreuz, welche allerdings etwa zehn Jahre später herabstürzte. Anlässlich der Trauung seiner Tochter spendete ein Einwohner der Kirche einen Altarteppich.
1999 wurde mit der Komplettsanierung der Kirche begonnen. Das Dach wurde neu eingedeckt, die Fassade instand gesetzt, der Kirchturm repariert, die Glocken dort wieder eingehängt und der Innenraum rekonstruiert. Fassade und Turm wurden aus Spenden und Geldern der Denkmalschutzbehörde und der Gemeinde Nuthetal finanziert. 20.000 Euro aus dem Gemeindesäckel waren dabei Teil des Vertrages zur Gemeindegebietsreform, durch die Philippsthal der Gemeinde Nuthetal angehört.
2003 wurden die Arbeiten im Innenraum fortgeführt. Dabei konnte sich die zuständige Restauratorin Elka Beutel auf ein Bild des Innenraums stützen, das vom Tag der Einweihung stammen und auf einem Philippsthaler Dachboden gefunden worden sein soll.
2004, im Jahr des 250-jährigen Bestehens des Dorfes und dem hundertjährigen Bestehens der Kirche, wurden unter fest sitzender Dispersionsfarbe die Motive der ursprünglichen Deckenbemalung gefunden, an welchen seither Restaurierungsversuche vorgenommen werden.
Seit Pfingsten 2015 verfügt die Kirche auch über eine kleine, 1954 von der Fa. Frobenius gebaute Orgel, die ihr von der Gemeinde Ringköbing in Dänemark gespendet wurde.

## Nutzung
Die zugehörige Kirchengemeinde gehört zur Evangelischen Kirchengemeinde Saarmund im Kirchenkreis Mittelmark-Brandenburg der Evangelischen Kirche Berlin-Brandenburg-schlesische Oberlausitz.
Neben den Gottesdiensten finden kleine Konzerte und Bilderausstellungen statt. Die Kirche soll nach Abschluss der Restaurierungsarbeiten kulturell-gesellschaftlicher Mittelpunkt des Dorfes werden.